# Lac De Vau
Lac De Vau är en sjö i Kanada.   Den ligger i regionen Saguenay–Lac-Saint-Jean och provinsen Québec, i den östra delen av landet, 700 km norr om huvudstaden Ottawa. Lac De Vau ligger 544 meter över havet. Arean är 6,6 kvadratkilometer. Den sträcker sig 11,9 kilometer i nord-sydlig riktning, och 2,4 kilometer i öst-västlig riktning.
I omgivningarna runt Lac De Vau växer i huvudsak barrskog. Trakten runt Lac De Vau är nära nog obefolkad, med mindre än två invånare per kvadratkilometer.